# Kropîlnîkî, Mostîska
Kropîlnîkî (în ucraineană Кропильники) este un sat în comuna Zaveazanți din raionul Mostîska, regiunea Liov, Ucraina.

## Demografie
Componența lingvistică a localității Kropîlnîkî
     Ucraineană (100%)
Conform recensământului din 2001, toată populația localității Kropîlnîkî era vorbitoare de ucraineană (100%).